# Selenops iberia
Espèce
Selenops iberia est une espèce d'araignées aranéomorphes de la famille des Selenopidae.

## Distribution
Cette espèce est endémique de la  province de Guantánamo à Cuba,.

## Description
Le mâle holotype mesure 6,50 mm et la femelle paratype 9,65 mm.

## Étymologie
Son nom d'espèce lui a été donné en référence au lieu de sa découverte, le mont Iberia.

## Publication originale
- Alayón, 2005 : La familia Selenopidae (Arachnida: Araneae) en Cuba. Solenodon, vol. 5, p. 10-52.